# Kruševo na Pivi
Kruševo na Pivi (Donje Kruševo) je naseljeno mjesto u općini Foči, Republika Srpska, BiH. Popisano je kao samostalno naselje na popisu 1961., a na kasnijim popisima ne pojavljuje se, jer je 1962. pripojeno Vučevu (Sl.list NRBiH, br.47/62). Nalazi se na lijevoj obali rijeke Pive, uz granicu s Crnom Gorom. Niz rijeku je Šćepan Polje i sutoka Tare i Pive u Drinu, a uzvodno je Gornje Kruševo. Vučevo je zapadno. Kruševo na Pivi bilo je jedno od rijetkih većinski crnogorskih sela u Bosni i Hercegovini.

## Stanovništvo
| Narod     | Popis 1961. |
| --------- | ----------- |
| Hrvati    |             |
| Muslimani |             |
| Srbi      | 2           |
| ostali    | 52          |
| Ukupno    | 54          |